# Strangford Lough

Carta dello Strangford Lough

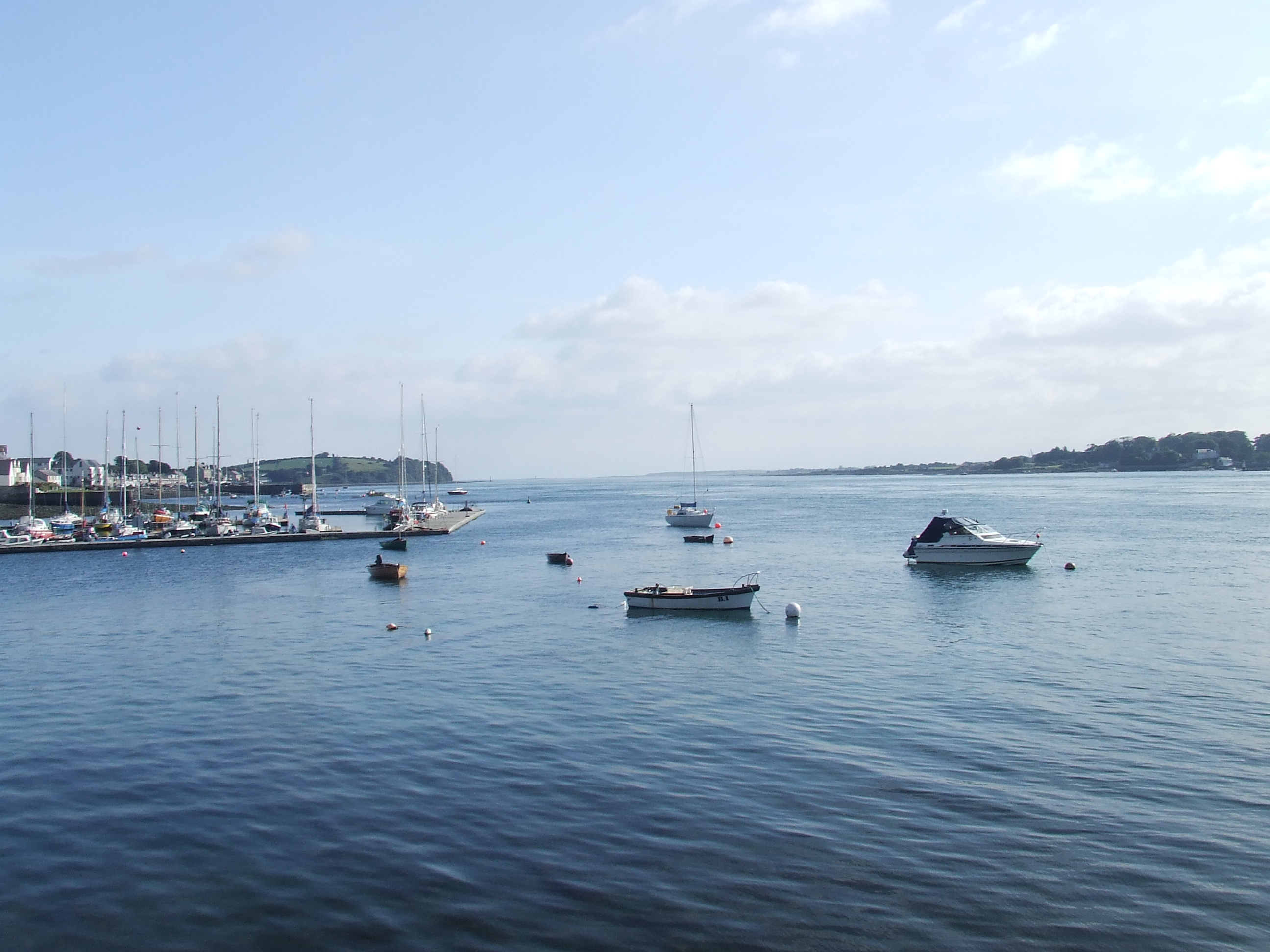
Lo Strangford Lough da Portaferry, guardando verso lo stretto.

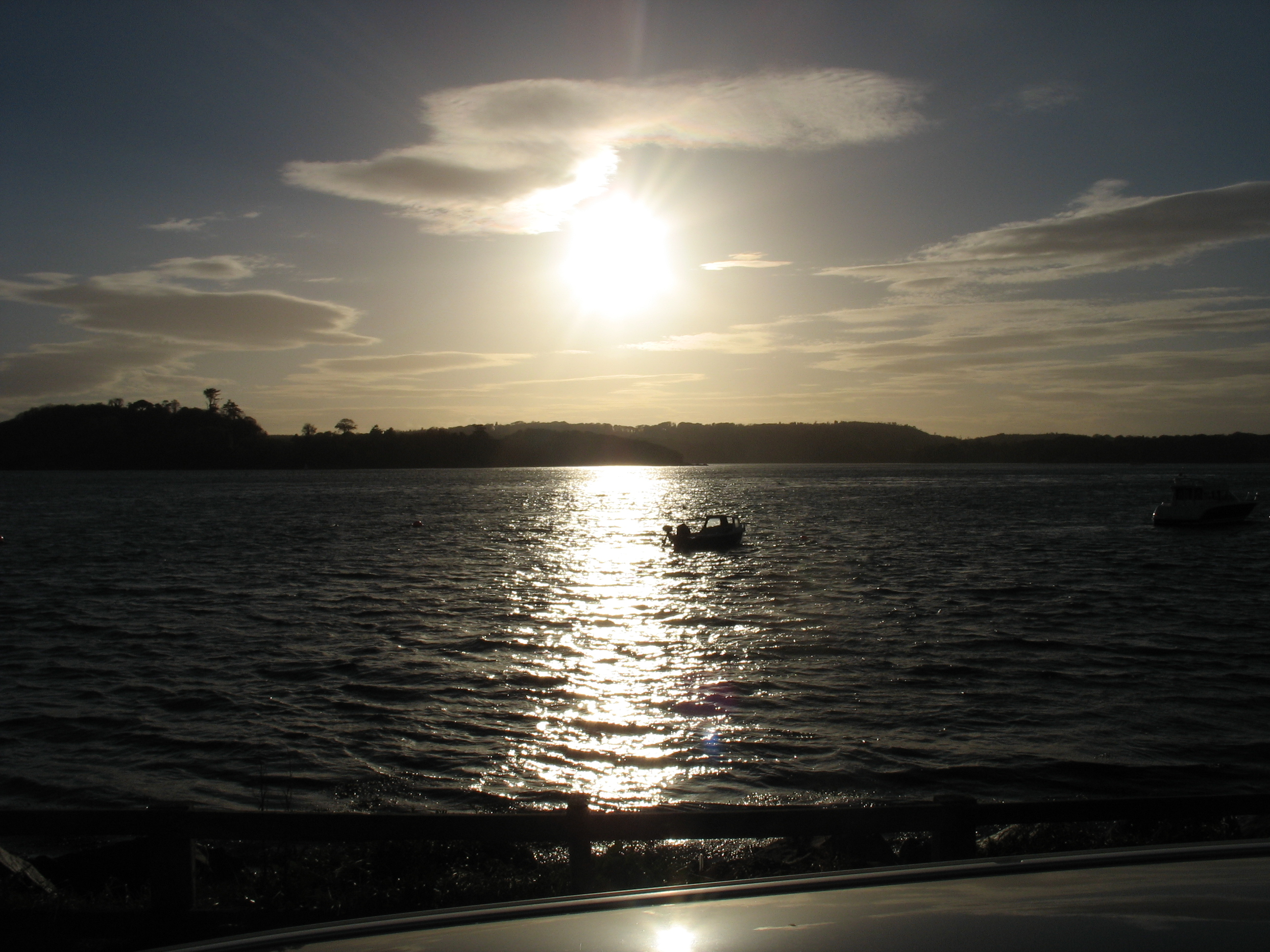
Strangford Lough da Portaferry.

Strangford Lough o Strangford Loch (Lingua gaelica scozzese Loch Cuan) è un ampio fiordo marino o insenatura nella contea di Down nella parte orientale dell'Irlanda del Nord. È l'insenatura più ampia dell'arcipelago britannico, con una superficie di 150 km². Il fiordo è quasi totalmente chiuso dalla penisola di Ards ed è collegato al Mare d'Irlanda da un lungo canale o stretto. Il corpo principale del fiordo ha almeno settanta isolette insieme a molte insenature (pladdies), baie, promontori e piane fangose. Si tratta di un'area naturale protetta e la sua abbondante natura selvaggia è riconosciuta internazionalmente per la sua importanza.
Strangford Lough è stata designata come prima Zona di Conservazione Marina (MCZ) con l'approvazione della Legge del Mare (Irlanda del Nord) del 2013.
Esso è una località turistica famosa per la pesca e il paesaggio. Città e paesi intorno al fiordo comprendono Killyleagh, Comber, Newtownards, Portaferry e Strangford, quest'ultimo collegato da un traghetto RO-RO.

## Nome
Il nome Strangford viene dal norreno Strangr-fjörðr ("fiordo forte") I Vichinghi furono attivi nella zona durante il Medioevo. Inizialmente questa denominazione si riferiva solo allo stretto canale che collega la lunga insenatura al mare (tra i villaggi di Strangford e Portaferry). Fino a circa il XVIII secolo il corpo principale marino del fiordo era più noto con l'antico nome irlandese di Loch Cuan, che significa "fiordo delle baie/porti". Questo nome venne anglicizzato come Lough Coan, Lough Cone, Lough Coyn, Lough Coin, o simili.
Lo stretto canale poteva essere quello noto in latino come fretum Brene. Nel dialetto scozzese dell'Ulster il fiordo è chiamato 
Strangfurd o Strangﬁrt Loch.

## Flora e fauna

### Flora
La comune spartina (Spartina anglica, C.E. Hubbard), che fu introdotta a metà degli anni quaranta, è oggi abbondante.
Maerl è un deposito calcareo, principalmente di due specie, di alghe calcaree Phymatolithon calcareum e Lithothamnion glaciale che formano letti naturali di ramificazioni indipendenti d'alghe coralline, viventi o morte, nello Strangford Lough.
Le rive rocciose e massicce verso il sud del fiordo sono dominate da reti di alghe intrecciate della specie Ascophyllum nodosum. La normale e di alghe su queste rive si trova al culmine del fiordo (Pelvetia canaliculata (L.) Dcne. et Rhur.), seguite da cumuli di alghe (Fucus spiralis L.), quindi da alghe intrecciate (Ascophyllum nodosum (L.) Le Jol) con qualche mescolanza a Fucus vesiculosus e Fucus serratus, prima dell'inizio delle alghe della acque basse.
Un'infestante marina chiamata Sargassum muticum, originario del Pacifico (Giappone) fu scoperta nel fiordo il 15 marzo 1995. Le piante erano ben sistemate in sacchetti di maglie contenenti ostriche. I sacchetti, contenenti ostriche del Pacifico (Crassostrea gigas) importate da Guernsey, erano stati buttati via nel 1987. Questo Sargassum è noto come una specie altamente invasiva.
Altre alghe sono: Apoglossum rusciofolium (Turn.) J. Ag.; Spyridia filamentosa (Wulf.) Harv.; Sphondylothamnion multifium (Huds.) Näg.; Griffithsia corallinoides (L.) Batt.; Compsothamnion gracillimum de Toni; Compsothamnion thuyoides (Sm.) Schmitz; Calliothamnion corymbosum (Sm.) Lyngb; Rhodymenia delicatula P.Dang.; Haemescharia hennedyi (Harv.) Vinogradova; Rhodophyllis divaricate (Stackh.) Papenf.; Calliblepharis jubata (Good. et Woodw.) Kütz.; Calliblepharis ciliata (Huds.) Kütz; Peyssonnelia dubyi P. et H. Crouan; Plagiospora gracilis Kuck; Gloiosiphonia capillaris (Huds.) Carm.; Dudresnaya verticillata (With.) Le Jol.: Scinaia pseudocrispa (Clem.)Cremades/S.turgida Chemin; Porphyropsis coccinea (J.Ag. ex Aresch) Rosenv.; Pelvetia canaliculata (L.) Dcne. et Thur.; Fucus vesiculosus L. var volubilis Turn.; Fucus cottonii Wynne et Magne; Colpomenia peregrine (Sauv.) Hame; Asperococcus compressus Griff. ex Hook.; Striaria attenuate (Grev.) Grev.; Myriotrichia clavaeformis Harv.; Tilopteris mertensii (Turn.) Kütz.; Chordaria flagelliformis (O.F.Müll.) C.Ag.; Spermatochnus paradoxus (Roth) Kütz.; Pseudolithoderma extensum (P. et H. Crouan) Lund.; Enteromorpha ralfsii Harv.; Chlorochytrium sp.
Tracce dell'invasivo tappeto marino, Didemnum vexillum, furono rinvenute nel fiordo nel 2012.

### Fauna
Strangford Lough è un'importante destinazione di migrazione invernale per molti uccelli di passo e marini. Animali trovati normalmente nel fiordo sono foche comuni, squali elefante e oche colombaccio. Tre quarti della popolazione mondiale della specie B. b. hrota di quet'ultima passano l'inverno nella zona del fiordo.

## Energia mareomotrice

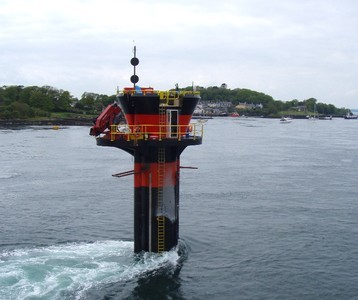
SeaGen.

Nel 2007 Strangford Lough divenne sede della prima centrale mareomotrice commerciale del mondo, SeaGen. Il generatore elettrico immerso da 1.2 megawatt, parte del progetto nordirlandese Environment and Renewable Energy Fund approfitta delle veloci correnti di marea nel fiordo che possono raggiungere anche i 4 m/s. Sebbene il generatore abbia sufficiente potenza per rifornire centinaia di abitazioni, la turbina ha un impatto ambientale minimo, poiché è quasi totalmente sommersa e i rotori girano a una velocità sufficientemente bassa da non costituire pericolo per la vita di fauna e flora selvatiche.
Fin dal 2008 un dispositivo ad energia mareomotrice chiamato Evopod è stato provato nello Strangford Lough vicino al molo per il traghetto di Portaferry. Il dispositivo è un prototipo in scala 1/10 ed è monitorato dalla Queen's University Belfast. Si tratta di una turbina semisommersa ed è ormeggiata al fondo marino mediante una boa con braccio oscillante in modo da mantenere sempre la posizione ottimale rispetto alla direzione del flusso della corrente di marea. Esso non è collegato alla rete e disperde la piccola quantità di energia generata sotto forma di calore nel mare.

## Attività aStrangford Lough

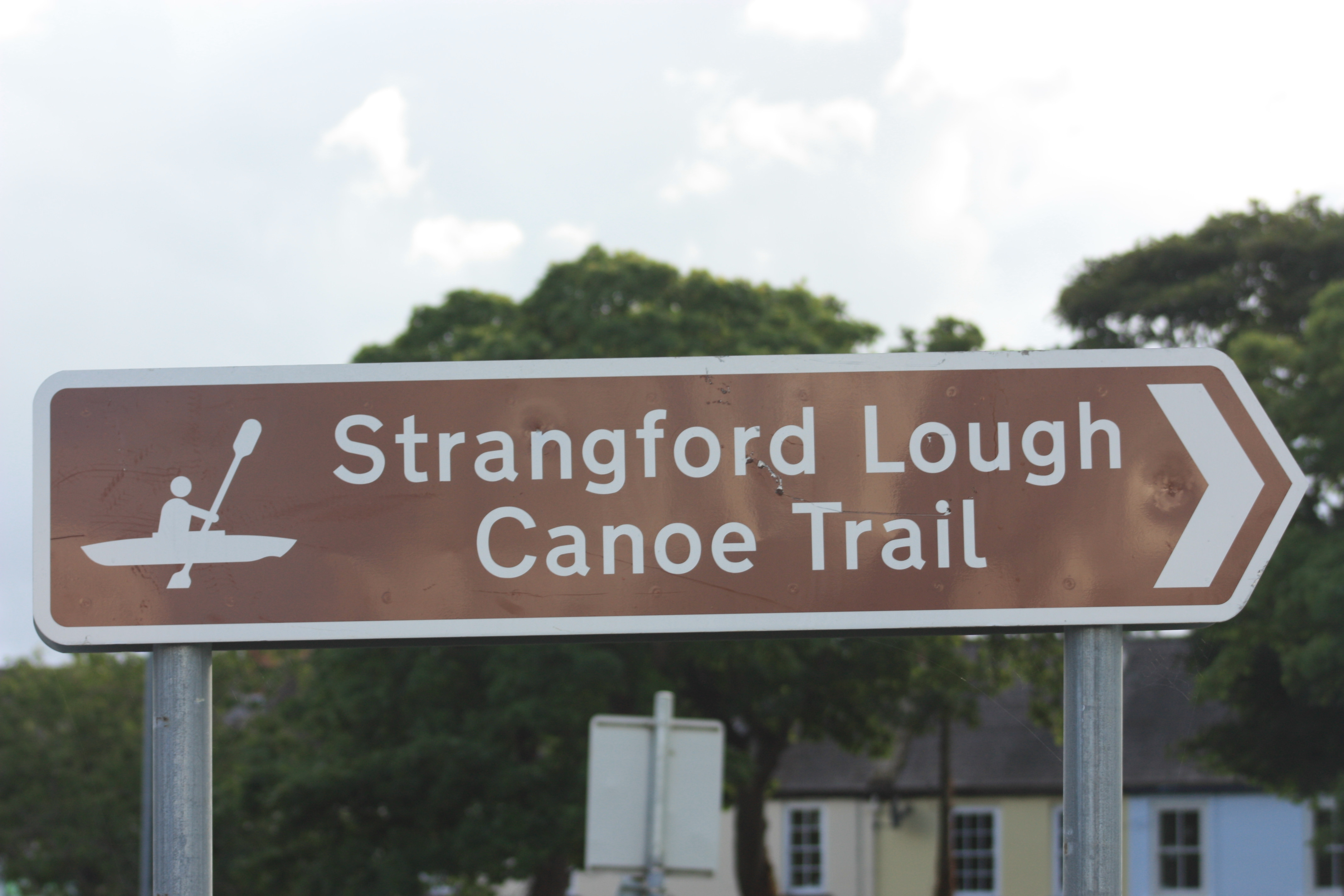
Strangford Lough Canoe Trail, August 2009

Area of Outstanding Natural Beauty,Strangford Lough è un luogo di bellezze naturali che i locali sfruttano parecchio. Dall'utilizzo del fiordo come un'autostrada (traghetto Portaferry-Strangford) all'utilizzo del fiordo per attività ricreative quali, vela, kajak, bird watching, immersioni e altre. Vi sono società che si trovano in zona incoraggiando i visitatori a esplorare la medesima, visitando l'aquario, il Centro di avventure Clearsky per navigare con canoe, kayak e per immergersi nelle acque del fiordo.

## Traghetto

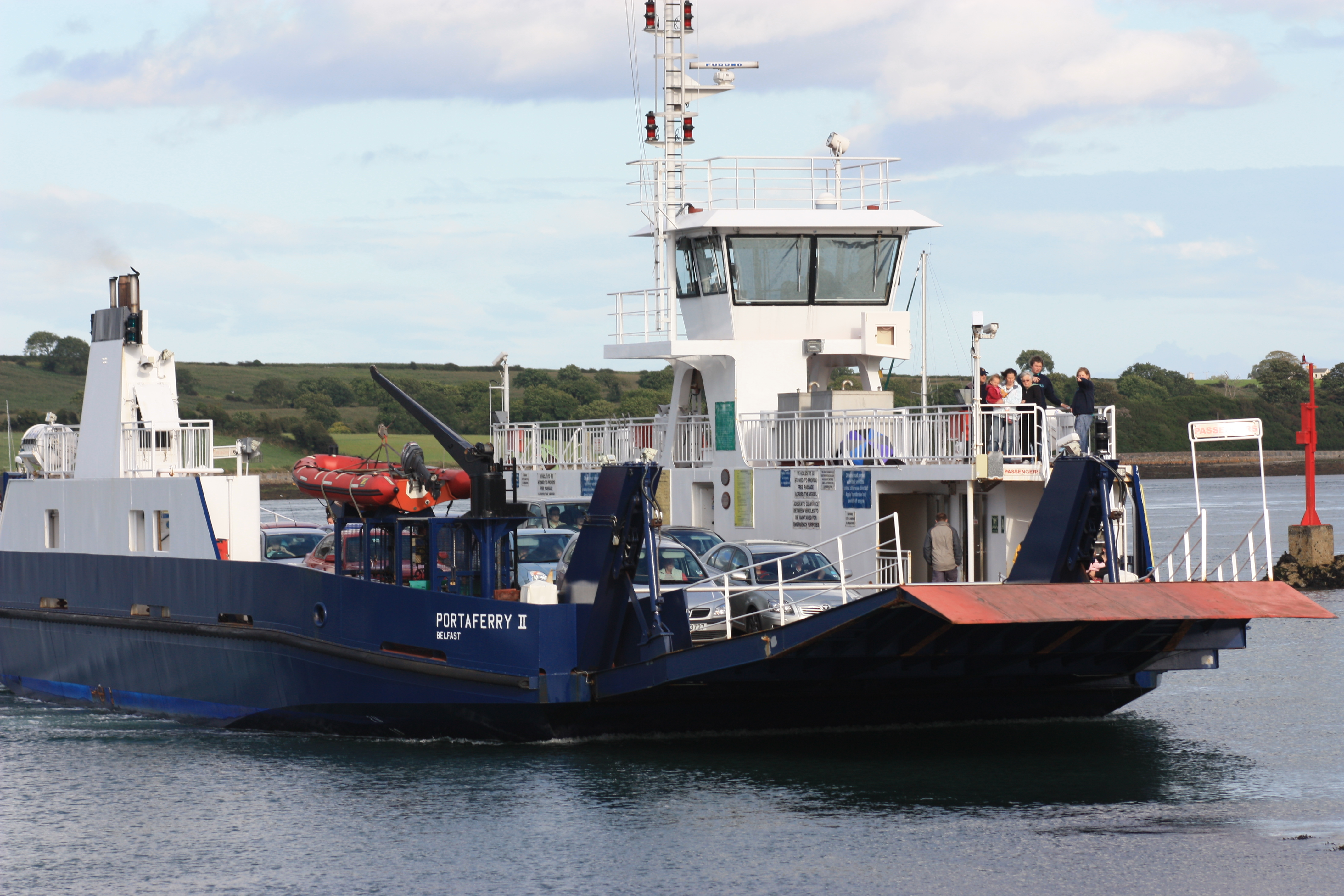
MV Portaferry II, agosto 2009

Il servizio di traghetti tra Portaferry e Strangford, è stato in esercizio senza interruzioni per quasi quattro secoli. Il percorso alternativo su strada è lungo 47 miglia e richiede circa un'ora e mezza, mentre la traversata in traghetto richiede non più di 8 minuti. Il servizio pubblico richiede una perdita di circa 1 milione di sterline l'anno ed è sussidiato da fondi pubblici ed è ritenuto un importante mezzo di collegamento con la penisola di Ards.

## Archeologia
Strangford Lough ha un dimensione archeologica. Esplorazioni archeologiche recenti negl'intervalli di marea hanno portato alla luce centinaia di siti, scoprendo trappole per pesci, macine mareomotrici, muri di alghe e porti.